# Liste der Kantone im Département Territoire de Belfort
Das Département Territoire de Belfort liegt in der Region Bourgogne-Franche-Comté in Frankreich. Es untergliedert sich in neun Kantone (französisch cantons). Es gibt nur ein einziges Arrondissement, welches das gesamte Département umfasst.
Siehe auch: Liste der Gemeinden im Département Territoire de Belfort

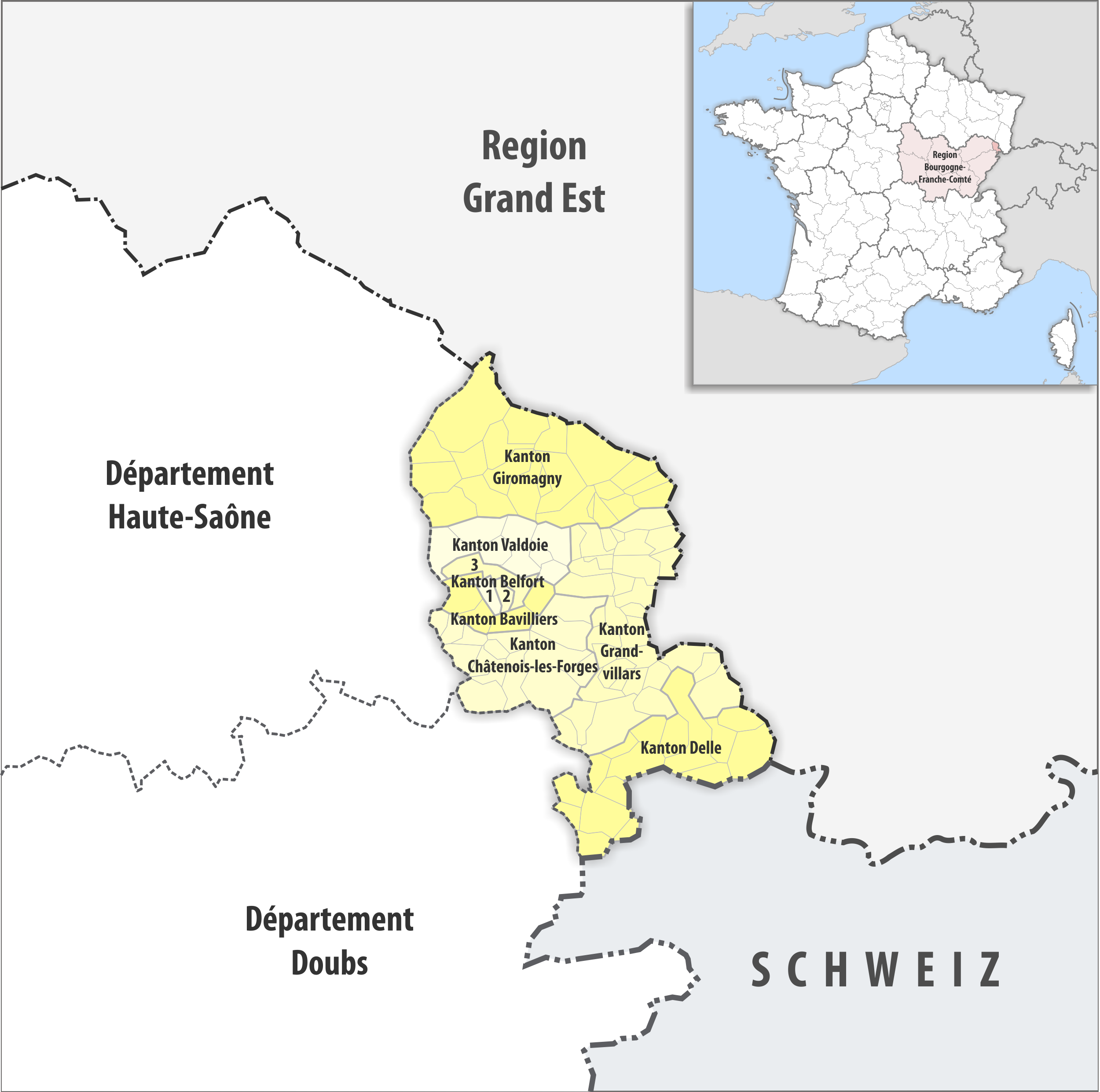
Gemeinden und Kantone im Département Territoire de Belfort

| Kanton                            | Gemeinden | Einwohner 1. Januar 2022 | Fläche km² | Dichte Einw./km² | Code INSEE | Arrondissement(e) |
| --------------------------------- | --------- | ------------------------ | ---------- | ---------------- | ---------- | ----------------- |
| Bavilliers                        | 5         | 14.688                   | 23,71      | 619              | 9001       | Belfort           |
| Belfort-1                         | 1⁄3       | 15.446                   | 4,32       | 3.575            | 9002       | Belfort           |
| Belfort-2                         | 1⁄3       | 15.819                   | 2,76       | 5.732            | 9003       | Belfort           |
| Belfort-3                         | 1⁄3       | 14.381                   | 10,02      | 1.435            | 9004       | Belfort           |
| Châtenois-les-Forges              | 16        | 14.691                   | 89,00      | 165              | 9005       | Belfort           |
| Delle                             | 16        | 17.373                   | 106,77     | 163              | 9006       | Belfort           |
| Giromagny                         | 22        | 15.046                   | 175,13     | 86               | 9007       | Belfort           |
| Grandvillars                      | 33        | 17.019                   | 151,54     | 112              | 9008       | Belfort           |
| Valdoie                           | 8         | 15.619                   | 46,19      | 338              | 9009       | Belfort           |
| Département Territoire de Belfort | 101       | 140.082                  | 609,44     | 230              | 90         | –                 |

## Liste ehemaliger Kantone
Bis zum Neuzuschnitt der französischen Kantone im März 2015 war das Département Territoire de Belfort wie folgt in 15 Kantone unterteilt:
| Arrondissement | Kantone |
| -------------- | --- |
| Belfort        | Beaucourt, Belfort-Centre, Belfort-Est, Belfort-Nord, Belfort-Ouest, Belfort-Sud, Châtenois-les-Forges, Danjoutin, Delle, Fontaine, Giromagny, Grandvillars, Offemont, Rougemont-le-Château, Valdoie |